# Славики (Гродненская область)
Славики (бел. Славікі) — деревня в Волковысском районе Гродненской области Беларуси. Входит в состав Субочского сельсовета.

## География
Деревня находится в юго-западной части Гродненской области, на правом берегу реки Волпянки, при автодороге Р-78, на расстоянии приблизительно 16 километров (по прямой) к северо-западу от города Волковыск, административного центра района. Абсолютная высота — 156 метров над уровнем моря. Площадь населённого пункта — 0,1139 км².

## История
По состоянию на 1905 год, в Словиках проживало 98 человек. В административном отношении деревня входила в состав Верейковской волости Волковысского уезда Гродненской губернии.
Согласно Рижскому мирному договору (1921), деревня вошла в состав Второй Польской республики. Входила в состав гмины Терешки Волковысского повета Белостокского воеводства. В 1921 году числилось 74 жителя, проживавших в 13 домах. В этническом составе населения того периода поляки составляли 81,1 %, белорусы — 18,9 %. В конфессиональном составе католики составляли 81,1 % населения деревни, православные христиане — 18,9 %.
С 1939 года в БССР. До 2003 года входила в состав Верейковского сельсовета.

## Население
По данным переписи 2019 года, в деревне проживало 18 человек.
| Год  | Население, человек |
| ---- | ------------------ |
| 1905 | 98                 |
| 1921 | ↘ 74               |
| 2009 | ↘ 27               |
| 2019 | ↘ 18               |